# Princesa nevesta
Princesa nevesta (v izvirniku angleško The Princess Bride) je ameriški komični fantazijski in pustolovski film režiserja in producenta Roba Reinerja, ki je izšel leta 1987 v distribuciji 20th Century Fox. Zgodba temelji na istoimenskem romanu pisatelja Williama Goldmana, ki jo je tudi predelal v scenarij, in govori o skromnem pomočniku na kmetiji Westleyju, ki je zaljubljen v princeso Zlatico in se jo odpravi rešit pred grdim princem Humperdinckom, spremljajo pa ga prijatelji, ki jih spozna na poti. V filmu je ohranjen pripovedni prijem iz romana, v katerem je dogajanje predstavljeno kot zgodba, ki jo dedek bere bolnemu vnuku. V glavnih vlogah so zaigrali Cary Elwes, Robin Wright, Mandy Patinkin, Chris Sarandon, Wallace Shawn, André the Giant in  Christopher Guest, pripovedovalca igra Peter Falk, njegovega vnuka pa Fred Savage.
V Združenih državah Amerike je film izšel 25. septembra 1987 in sprva doživel le zmeren uspeh, z izdajo za domači video pa je sčasoma pridobil med oboževalci kulten status. Osvojil je nagrado hugo za najboljši dramski izdelek. Leta 2016 ga je ameriška Kongresna knjižnica kot »kulturno, zgodovinsko ali estetsko pomemben film« uvrstila tudi v Narodni filmski register.

## Vsebina
Dogajanje je uprizoritev zgodbe iz knjige, ki jo dedek bere bolnemu vnuku v sodobnem Chicagu. Deček sprva viha nos nad »otročjo« zgodbo, film občasno prekinejo njegovi komentarji.
Na kmetiji v izmišljenem kraljestvu Florin živi čudovito dekle Zlatica (Buttercup). Vedno, ko kaj naroči pomočniku Westleyju, ta uslužno odvrne s »kot želite«. Sčasoma spozna, da je to njegov izraz ljubezni in da ima tudi ona njega rada. Nekega dne on odide, da bi zaslužil dovolj denarja za poroko, a njegovo ladjo napade strašni pirat Roberts, ki slovi po tem, da za seboj nikoli ne pušča preživelih.
Pet let kasneje je Zlatica prisiljena v poroko s princem Humperdinckom, prestolonaslednikom Florina. Pred poroko pa jo ugrabijo trije razbojniki: sicilijanski šef Vizzini, orjak Fezzik z Grenlandije in španski sabljaški mojster Inigo Montoya. Slednji se želi maščevati možu s šestimi prsti, ki je ubil njegovega očeta. Za skupino se požene skrivnosten zamaskiran mož v črnem in, ločeno od njega, princ Humperdinck z oboroženim spremstvom.
Mož v črnem jih ujame na vrhu Pečine norosti. V dvoboju premaga Iniga in ga onesvesti z udarcem, nato pa s prijemom spravi v nezavest še Fezzika. Vizzini ga poskuša prelisičiti s čašo, v kateri je strup, a je zasledovalec bolj zvit in strup spije Vizzini ter umre. Z Zlatico počivata na robu vzpetine nad sotesko, ko ona odkrije, da je on strašni pirat Roberts. Besna, ker misli, da je ubil Westleyja, in ga pahne po hribu ter mu zaželi smrt, on pa med kotaljenjem zavpije »kot želite!«. Takrat Zlatica spozna, da je on Westley in skoči za njim. Ko prideta k sebi, ji razloži, da je prevzel naziv »strašni pirat Roberts« od prejšnejga nosilca, ki se je želel v miru upokojiti. Nato morata skozi goreče močvirje, v katerem živijo »glodavci nenavadne velikosti«. To jima uspe, a ju na drugi strani ujame Humperdinck. Zlatica privoli, da bo šla z njim, ker obljubi, da bo izpustil Westleyja, vendar Humperdinck skrivoma naroči svojemu vezirju, sadističnemu grofu Rugenu, da ga odpelje v mučilnico, znano kot Brezno obupa. Preden ga Rugen z udarcem onesvesti, Westley opazi, da ima šest prstov.
Buttercup pove Humperdincku, da se ne želi poročiti z njim, on pa ji obljubi, da bo poiskal Westleyja. Njegov skrivni načrt je zanetiti vojno s sosednjo državo Guilder pod pretvezo, da so oni krivi za Zlatičino smrt (z istim namenom je najel Vizzinija). Medtem se spet srečata Inigo in Fezzik, slednji Inigu pove za Rugena. Inigo sklene, da potrebujejo Westleyjevo pomoč, da bi prišli v grad. Zlatica očita Humperdincku, da ni poskušal najti Westleyja, on pa se razjezi in jo zapre v njeno sobo ter z mučenjem ubije Westleyja. Inigo in Fezzik s pomočjo njegovih krikov najdeta mučilnico in odneseta njegovo truplo ljudskemu zdravilcu, Čudežnemu Maxu. Max izjavi, da je Westley samo »pretežno mrtev« na račun »prave ljubezni« do Zlatice in ga oživi, toda Westley ostane skoraj v celoti paraliziran.
Med poroko Westley, Inigo in Fezzik z zvijačo vdrejo v grad mimo stražarjev, zato preplašeni Humperdinck ukaže duhovniku, naj skrajša obred. Inigo najde Rugena in ga v dvoboju ubije, s čimer maščuje očetovo smrt, Westley pa najde Zlatico tik preden ta stori samomor in jo pomiri, da je poroka neveljavna, saj ni rekla »da«. Še vedno je delno paraliziran, zato se z blefom izogne dvoboju s Humperdinckom in z Zlatico pobegneta iz gradu. Ko vsi odjezdijo, se vroče poljubita.
Deček, ki mu je zgodba prirasla k srcu, prosi dedka, naj mu naslednji dan spet prebere zgodbo, na kar dedek odgovori: »kot želite«.

## Igralska zasedba

### Okvirna zgodba
- Peter Falk kot dedek/pripovedovalec
- Fred Savage kot vnuk
- Betsy Brantley kot mati

### Glavna zgodba
- Cary Elwes kot Westley/strašni pirat Roberts/mož v črnem
- Robin Wright kot Zlatica/princesa nevesta
- Mandy Patinkin kot Inigo Montoya
- Chris Sarandon kot princ Humperdinck
- Christopher Guest kot grof Tyrone Rugen
- Wallace Shawn kot Vizzini
- André the Giant kot Fezzik
- Billy Crystal kot Čudodelni Max
- Carol Kane kot Valerie, Maxova žena
- Peter Cook kot impresivni duhovnik
- Mel Smith kot albin
- Margery Mason kot zlovoljna starka
- Malcolm Storry kot Yellin, vojščak iz Florina
- Anne Dyson kot kraljica
- Willoughby Gray kot kralj